# 堀内寿郎
堀内 寿郎（ほりうち じゅろう、1901年〈明治34年〉9月17日 - 1979年〈昭和54年〉6月27日）は、日本の化学者。北海道大学名誉教授。北海道大学触媒科学研究所設立者、北海道大学学長。理学博士。化学反応速度論や触媒研究に大きく貢献した科学者である。北海道出身。

## 生涯
1901年に北海道札幌市に生まれる。東京府立第一中学校、旧制第二高等学校を経て、1921年東京帝国大学理学部化学科に入学。在学時代から触媒の研究をはじめ、理化学研究所で物理学の先駆者と位置付けられる片山正夫の研究室で有機溶媒に対する気体の溶解度を研究した。1925年、東京帝国大学理学部化学科卒業。1931年、英文の重要な基礎データになった測定結果を発表する。
1932年に欧州にわたり研究活動を行う。ドイツのゲッティンゲン大学でオイケン教授の下で分子振動の研究を行う。当時フリッツ・ハーバー研究所所長だったマイケル・ポランニーと共に、1933年にイギリスのマンチェスター大学に名誉研究員として渡り、水素電極反応の研究を行った。この背景にドイツはアドルフ・ヒトラーが政権を取ったこともあった。
1935年に帰国して、北海道帝国大学理学部の教授に就任する。1940年に化学反応速度論の理論及実験的研究により帝国学士院恩賜賞を受賞。1943年に北海道帝国大学触媒研究所（現・北海道大学触媒科学研究所）を設立して、主に反応速度論の研究を行う。水素電極反応、エチレンの水素添加、化学量数概念などについて重要な研究を行い、結果として化学反応速度論、触媒化学研究の方法の確立に大きく貢献した。
1948年から1965年まで北海道大学触媒研究所所長を務める。その後、1967年から1971年まで北海道大学学長を務める。
1940年、化学反応速度論の理論および実験的研究の功績が認められて、湯川秀樹らと共に第30回恩賜賞を受賞する。1964年、北海道大学を定年退官する。

## 主要論文
- 堀内壽郎「氣體液體の共存状態に於ける分子容の關係に就て」『日本化學會誌』第47号、The Chemical Society of Japan、1926年、587-606頁、doi:10.1246/nikkashi1921.47.587、ISSN 0369-4208、NAID 130003986367。
- 堀内壽郎, 岡本剛「水素電極反応の理論」『電氣化學』第5巻第10号、電気化学会、1937年、368-379頁、doi:10.5796/denka.5.368、ISSN 0366-9440、NAID 130007747841。
- 堀内壽郎, 廣田鋼藏「水素を吸收したパラヂウム線の電氣的性質」『応用物理』第8巻第6号、応用物理学会、1939年、266-268頁、doi:10.11470/oubutsu1932.8.266、ISSN 0369-8009、NAID 130003594639。
- 堀内寿郎「水性ガス反応の理論」『触媒』第8号、北海道大學觸媒研究所、1952年3月、58-78頁、ISSN 05598958、NAID 120000968484。
- 堀内寿郎, 田部浩三, 田中一範「放射性塩素による触媒の研究」『RADIOISOTOPES』第3巻第1号、日本アイソトープ協会、1954年、13-15頁、doi:10.3769/radioisotopes.3.13、ISSN 0033-8303、NAID 130004381267。
- 堀内壽郎, 戸谷富之「ニッケル表面に吸着した水素のエントロピー : 表面物理」『日本物理学会春季分科会講演予稿集』第1964.1巻、日本物理学会、1964年、368頁、doi:10.11316/jpsgaiyob.1964.1.0_368、NAID 110002034243。

## 著書
- 「一科学者の成長」、1972年 ISBN 4-8329-0701-8